# The SunPaulo
The SunPaulo（ザ・サンパウロ）は佐藤タイジと森俊之による音楽ユニット。

## 概要
ギタリストの佐藤タイジとキーボーディストの森俊之によるダンス・ミュージック/エレクトロ・ユニット。もともとは"ANOYO"というパーティで佐藤がDJ REALLY?と2人で活動を開始し、そこにドラマーの沼澤尚が参加。その後、DJ REALLY?が脱退し、森が参加してからしばらくその3人で活動していた。2008年に沼澤が脱退し、2人組になってからはよりエレクトロ色、ダンス色を強める。
佐藤タイジにとってはシアターブルックではやれない実験的な部分やオルタネイティブな部分など、音楽的な欲求を満たすためのバンド。

## 来歴
- 2000年に結成。
- 2003年、1stアルバム『After the Eclipse』をリリース。
- 2005年、自ら主宰するパーティー "WISDOM" をスタート。
- 2006年、ライブアルバム『Live WISDOM』をリリース。
- 2007年、2ndアルバム『Electric Wisdom Sound System』をリリース[5]。
- 2008年、Malicious Damage (UK) とライセンス契約し、ヨーロッパデビュー[6]。同年、多忙によりドラマーの沼澤尚脱退。
- 2009年、4月にリミックスアルバム『PEOPLE GET READY』。同年6月、初の歌もの楽曲2曲を収録した3rdアルバム『ONE PEOPLE』をリリース[7]。

## メンバー
- 佐藤タイジ - ギター
- 森俊之 - キーボード、プロデュース

### 元メンバー
- DJ REALLY?
- 沼澤尚 - ドラム